# Lliga txeca de futbol 2007-08
La Lliga txeca de futbol 2007-08 començà el 4 d'agost de 2007 i finalitzà el 17 de maig de 2008.

## Classificació final
| Pos | Equip                      | PJ | PG | PE | PP | GF | GC | DG  | Pts |
| --- | -------------------------- | -- | -- | -- | -- | -- | -- | --- | --- |
| 1.  | SK Slavia Praha (C)        | 30 | 17 | 9  | 4  | 45 | 24 | +21 | 60  |
| 2.  | AC Sparta Praha            | 30 | 17 | 6  | 7  | 53 | 26 | +27 | 57  |
| 3.  | FC Baník Ostrava           | 30 | 15 | 10 | 5  | 51 | 28 | +23 | 55  |
| 4.  | 1. FC Brno                 | 30 | 16 | 7  | 7  | 43 | 32 | +11 | 55  |
| 5.  | FK Teplice                 | 30 | 16 | 5  | 9  | 40 | 27 | +13 | 53  |
| 6.  | FC Slovan Liberec          | 30 | 12 | 8  | 10 | 35 | 31 | +4  | 44  |
| 7.  | FK Mladá Boleslav          | 30 | 11 | 9  | 10 | 37 | 36 | +1  | 42  |
| 8.  | FC Tescoma Zlín            | 30 | 10 | 8  | 12 | 28 | 31 | -3  | 38  |
| 9.  | FC Viktoria Plzeň          | 30 | 10 | 8  | 12 | 32 | 37 | -5  | 38  |
| 10. | FK Viktoria Žižkov         | 30 | 10 | 7  | 13 | 35 | 48 | -13 | 37  |
| 11. | SK Sigma Olomouc           | 30 | 8  | 12 | 10 | 20 | 26 | -6  | 36  |
| 12. | FK Jablonec 97             | 30 | 8  | 9  | 13 | 24 | 32 | -8  | 33  |
| 13. | SK Dynamo České Budějovice | 30 | 8  | 8  | 14 | 27 | 35 | -8  | 32  |
| 14. | SK Kladno                  | 30 | 6  | 9  | 15 | 31 | 45 | -14 | 27  |
| 15. | Bohemians 1905 (R)         | 30 | 5  | 11 | 14 | 24 | 40 | -16 | 26  |
| 16. | FK SIAD Most (R)           | 30 | 4  | 8  | 18 | 31 | 58 | -27 | 20  |

- 1. FC Brno no entra a la Copa Intertoto.

Llegenda: PJ-partits jugats, PG-guanyats, PE-empatats, PP-perduts, GF-gols a favor, GC-gols en contra, DG-diferència de gols, Pts-punts
|  | Lliga de Campions 2008-2009 Tercera ronda classificatòria |
|  | Lliga de Campions 2008-2009 Segona ronda classificatòria  |
|  | Copa de la UEFA 2008-2009 Primera ronda                   |
|  | Copa de la UEFA 2008-2009 Segona ronda classificatòria    |
|  | Copa Intertoto 2008                                       |
|  | Descens a segona divisió                                  |

## Màxims golejadors
| Jugador           | Gols | Equip                       |
| ----------------- | ---- | --------------------------- |
| Václav Svěrkoš    | 15   | FC Baník Ostrava            |
| Miroslav Slepička | 12   | AC Sparta Praha             |
| Jan Rajnoch       | 11   | Mladá Boleslav              |
| Goce Toleski      | 11   | Slavia Praha / FK SIAD Most |
| Lukáš Magera      | 9    | FC Baník Ostrava            |
| Libor Došek       | 8    | AC Sparta Praha             |
| Róbert Zeher      | 8    | FC Baník Ostrava            |
| Libor Žůrek       | 8    | FC Tescoma Zlín             |
| Aleš Besta        | 7    | 1. FC Brno                  |
| Martin Fenin*     | 7    | FK Teplice                  |
| Stanislav Vlček*  | 7    | Slavia Praha                |

- *juguen a l'estranger després del mercat d'hivern

## Equips txecs a les competicions europees
- Sparta Praga – Lliga de Campions eliminat a la tercera ronda classificatòria i Copa de la UEFA eliminat a la fase de grups
- Slavia Praga – Lliga de Campions eliminat a la fase de grups i Copa de la UEFA 32 de final
- FK Mladá Boleslav – Copa de la UEFA eliminat a la fase de grups
- FK Jablonec 97 – Copa de la UEFA eliminat a la segona ronda classificatòria
- Slovan Liberec – Copa Intertoto eliminat a la segona ronda